# Kawasaki ZXR 750 H1
La Kawasaki 750 H1, coneguda com «la telefònica» en la versió en colors verda, blanca i blava, era el model d'entrada del constructor japonès Kawasaki per als que volien una moto de carretera que es pogués convertir fàcilment en una moto de circuit. Amb 108 cv el motor no era gaire potent, però era suau i pujava molt de revolucions, amb la potència màxima per sobre de les 8000. Una posició de conducció estirada feia que fos difícil de portar amb comoditat, i la suspensió, dura i amb un xassís poc flexible, transmetia amb fidelitat totes les irregularitats del terra directament al pilot. El model H1 va ser la versió inicial de l'any 1989.

## Prestacions reals
- Potència màx. a la roda : 112,3 cv [cal citació]
- Règim de Potència màxima : 11.400 r.p.m[cal citació]
- Màx motor Parell. a la roda : 7,50 mkg[cal citació]
- Règim de parell motor màxim : 9.750 r.p.m[cal citació]
- Velocitat Màxima : 257 kmh[cal citació]